# UCI Europe Tour 2021
El UCI Europe Tour 2021 fue la decimoséptima edición del calendario ciclístico internacional europeo. Se inició el 24 de enero de 2021, en España, con el Gran Premio Valencia y finalizó el 24 de octubre de 2021 con el Tour de Drenthe en Países Bajos. Se disputaron 165 competencias, otorgando puntos a los primeros clasificados de las etapas y a la clasificación final.

## Equipos
Los equipos que podían participar en las diferentes carreras dependía de la categoría de las mismas. Los equipos UCI WorldTeam y UCI ProTeam, tenían cupo limitado para competir de acuerdo al año correspondiente establecido por la UCI, los equipos Continentales y selecciones nacionales no tenían restricciones de participación:
| Categoría      | Categoría                       | Equipos                                                                                    |
| -------------- | ------------------------------- | ------------------------------------------------------------------------------------------ |
| .1             | 1.1 (Carrera de un día)         | * UCI WorldTeam (max 50%) * UCI ProTeam * Continentales * Selecciones nacionales           |
| .1             | 2.1 (Carrera de varios días)    | * UCI WorldTeam (max 50%) * UCI ProTeam * Continentales * Selecciones nacionales           |
| .2             | 1.2 (Carrera de un día)         | * UCI ProTeam * Continentales * Selecciones nacionales * Selecciones regionales * Amateurs |
| .2             | 2.2 (Carrera de varios días)    | * UCI ProTeam * Continentales * Selecciones nacionales * Selecciones regionales * Amateurs |
| .Ncup (sub-23) | 1.Ncup (Carrera de un día)      | * Selecciones nacionales * Selecciones mixtas                                              |
| .Ncup (sub-23) | 2.Ncup (Carrera de varios días) | * Selecciones nacionales * Selecciones mixtas                                              |

## Calendario
Las siguientes son las carreras que compusieron el calendario UCI Europe Tour para la temporada 2021 aprobado por la UCI.

### Enero
| UCI Europe Tour 2021 - enero |                                    |       |                        |                      |
| Fecha                        | Carrera                            | Clase | Ganador                | Equipo               |
| ---------------------------- | ---------------------------------- | ----- | ---------------------- | -------------------- |
| 24                           | Gran Premio Valencia               | 1.2   | Lorrenzo Manzin        | Total Direct Énergie |
| 31                           | Gran Premio Ciclista la Marsellesa | 1.1   | Aurélien Paret-Peintre | AG2R Citroën         |

### Febrero
| UCI Europe Tour 2021 - febrero |                                      |       |                    |                      |
| Fecha                          | Carrera                              | Clase | Ganador            | Equipo               |
| ------------------------------ | ------------------------------------ | ----- | ------------------ | -------------------- |
| 3-7                            | Estrella de Bessèges                 | 2.1   | Tim Wellens        | Lotto Soudal         |
| 6                              | Gran Premio de Alanya                | 1.2   | Davide Gabburo     | Bardiani-CSF-Faizanè |
| 7                              | Gran Premio de Gazipaşa              | 1.2   | Raman Tsishkou     | BelAz                |
| 19-21                          | Tour de los Alpes Marítimos y de Var | 2.1   | Gianluca Brambilla | Trek-Segafredo       |
| 20                             | Gran Premio Manavgat-Side            | 1.2   | Mohd Harrif Saleh  | Terengganu           |
| 21                             | Gran Premio Velo Alanya              | 1.2   | Carlos Quintero    | Terengganu           |

### Marzo
| UCI Europe Tour 2021 - marzo |                                  |       |                     |                            |
| Fecha                        | Carrera                          | Clase | Ganador             | Equipo                     |
| ---------------------------- | -------------------------------- | ----- | ------------------- | -------------------------- |
| 2                            | Le Samyn                         | 1.1   | Tim Merlier         | Alpecin-Fenix              |
| 3                            | Trofej Umag-Umag Trophy          | 1.2   | Jakub Mareczko      | Vini Zabù                  |
| 6                            | Gran Premio Mediterráneo         | 1.2   | Onur Balkan         | Salcano Sakarya BB         |
| 7                            | Gran Premio Gündoğmuş            | 1.2   | Carlos Quintero     | Terengganu                 |
| 7                            | Gran Premio Jean-Pierre Monseré  | 1.1   | Tim Merlier         | Alpecin-Fenix              |
| 7                            | Porec Trophy                     | 1.2   | Filippo Fiorelli    | Bardiani-CSF-Faizanè       |
| 11-14                        | Istrian Spring Trophy            | 2.2   | Finn Fisher-Black   | Jumbo-Visma Development    |
| 14                           | París-Troyes                     | 1.2   | Romain Cardis       | Saint Michel-Auber93       |
| 21                           | Per sempre Alfredo               | 1.1   | Matteo Moschetti    | Trek-Segafredo             |
| 21                           | Gran Premio Eslovenia Istria     | 1.2   | Mirco Maestri       | Bardiani-CSF-Faizanè       |
| 23-27                        | Settimana Coppi e Bartali        | 2.1   | Jonas Vingegaard    | Jumbo-Visma                |
| 28                           | Gran Premio Cholet-Pays de Loire | 1.1   | Elia Viviani        | Cofidis, Solutions Crédits |
| 28                           | Gran Premio Adria Mobil          | 1.2   | Marijn van den Berg | Groupama-FDJ Continental   |

### Abril
| UCI Europe Tour 2021 - abril |                                    |       |                  |                       |
| Fecha                        | Carrera                            | Clase | Ganador          | Equipo                |
| ---------------------------- | ---------------------------------- | ----- | ---------------- | --------------------- |
| 1-4                          | Tour de Mevlana                    | 2.2   | Anatoliy Budyak  | Spor Toto             |
| 4                            | La Roue Tourangelle                | 1.1   | Arnaud Démare    | Groupama-FDJ          |
| 4                            | Gran Premio Internacional de Rodas | 1.2   | Tord Gudmestad   | Coop                  |
| 4                            | Trofeo Banca Popular de Vicenza    | 1.2U  | Juan Ayuso       | Colpack Ballan        |
| 5                            | Giro del Belvedere                 | 1.2U  | Juan Ayuso       | Colpack Ballan        |
| 8-11                         | Vuelta a Rodas                     | 2.2   | Fredrik Dversnes | Coop                  |
| 18                           | Trofeo Ciudad de San Vendemiano    | 1.2U  | Paul Lapeira     | AG2R Citroën U23      |
| 22-25                        | Belgrado-Bania Luka                | 2.1   | Mihkel Räim      | Mazowsze Serce Polski |
| 25                           | Gran Premio della Liberazione      | 1.2U  | Michele Gazzoli  | Colpack Ballan        |
| 30-2                         | Vuelta a Asturias                  | 2.1   | Nairo Quintana   | Arkéa Samsic          |

### Mayo
| UCI Europe Tour 2021 - mayo |                                     |       |                            |                            |
| Fecha                       | Carrera                             | Clase | Ganador                    | Equipo                     |
| --------------------------- | ----------------------------------- | ----- | -------------------------- | -------------------------- |
| 2                           | Circuito del Porto-Trofeo Arvedi    | 1.2   | Gleb Syritsa               | Selección de Rusia         |
| 2                           | Clásica de Arrábida                 | 1.2   | Sean Quinn                 | Hagens Berman Axeon        |
| 12-16                       | Tour de Hungría                     | 2.1   | Damien Howson              | BikeExchange               |
| 13                          | Circuito de Valonia                 | 1.1   | Christophe Laporte         | Cofidis, Solutions Crédits |
| 13                          | Trofeo Calviá                       | 1.1   | Ryan Gibbons               | UAE Emirates               |
| 14                          | Trofeo Serra de Tramuntana          | 1.1   | Jesús Herrada              | Cofidis, Solutions Crédits |
| 14-16                       | Tour de Eure y Loir                 | 2.2   | Paul Penhoët               | Groupama-FDJ Continental   |
| 15                          | Trofeo Andrach-Mirador des Colomer  | 1.1   | Winner Anacona             | Arkéa Samsic               |
| 16                          | Trofeo Alcudia-Puerto de Alcudia    | 1.1   | André Greipel              | Israel Start-Up Nation     |
| 19-23                       | Alpes Isère Tour                    | 2.2   | Sjoerd Bax                 | Metec-Solarwatt p/b Mantel |
| 22                          | Tour de Finisterre                  | 1.1   | Benoît Cosnefroy           | AG2R Citroën               |
| 23                          | Vuelta a Murcia                     | 1.1   | Antonio Jesús Soto         | Euskaltel-Euskadi          |
| 24                          | Tour de Limburgo                    | 1.1   | Tim Merlier                | Alpecin-Fenix              |
| 24                          | Mercan'Tour Classic Alpes-Maritimes | 1.1   | Guillaume Martin           | Cofidis, Solutions Crédits |
| 27-30                       | Tour de la Mirabelle                | 2.2   | Idar Andersen              | Uno-X                      |
| 28-29                       | Tour de Estonia                     | 2.1   | Karl Patrick Lauk          | Selección de Estonia       |
| 29                          | Gran Premio Herning                 | 1.2   | Mads Østergaard Kristensen | ColoQuick                  |
| 30                          | Tour de Fyen                        | 1.2   | Niklas Larsen              | Uno-X                      |
| 30                          | Coppa della Pace                    | 1.2U  | Daan Hoole                 | SEG Racing Academy         |
| 30                          | GP Eslovenia                        | 1.2   | Mirco Maestri              | Bardiani-CSF-Faizanè       |

### Junio
| UCI Europe Tour 2021 - junio |                                                        |       |                    |                                    |  |
| Fecha                        | Carrera                                                | Clase | Ganador            | Equipo                             |  |
| ---------------------------- | ------------------------------------------------------ | ----- | ------------------ | ---------------------------------- |  |
| 2                            | Trofeo Alcide Degasperi                                | 1.2   | Riccardo Lucca     | General Store-F.lli Curia-Essegibi |  |
| 3-6                          | Tour de Malopolska                                     | 2.2   | Michal Schlegel    | Elkov-Author                       |  |
| 3-12                         | Giro Ciclistico d'Italia                               | 2.2   | Juan Ayuso         | Colpack Ballan                     |  |
| 4                            | G. P. Kanton Aargau                                    | 1.1   | Ide Schelling      | Bora-Hansgrohe                     |  |
| 6                            | Elfstedenronde                                         | 1.1   | Tim Merlier        | Alpecin-Fenix                      |  |
| 8                            | Mont Ventoux Dénivelé Challenge                        | 1.1   | Miguel Ángel López | Movistar                           |  |
| 9-13                         | Cinco Anillos de Moscú                                 | 2.2   | Igor Frolov        | CSP OVS Moskovskaya Obl.           |  |
| 10-13                        | Tour de Alta Austria                                   | 2.2   | Alexis Guérin      | Vorarlberg                         |  |
| 10-13                        | Ruta de Occitania                                      | 2.1   | Antonio Pedrero    | Movistar                           |  |
| 15                           | París-Camembert                                        | 1.1   | Dorian Godon       | AG2R Citroën                       |  |
| 15-17                        | Adriática Iónica                                       | 2.1   | Lorenzo Fortunato  | EOLO-KOMETA                        |  |
| 23-26                        | Carrera de la Solidaridad y de los Campeones Olímpicos | 2.2   | Jan Bárta          | Elkov-Kasper                       |  |
| 23-27                        | Vuelta al Alentejo                                     | 2.2   | Mauricio Moreira   | Efapel                             |  |
| 24                           | Giro de los Apeninos                                   | 1.1   | Ben Hermans        | Israel Start-Up Nation             |  |
| 27                           | Gran Premio de Lugano                                  | 1.1   | Gianni Moscon      | INEOS Grenadiers                   |  |
| 28-29                        | In the footsteps of the Romans                         | 2.2   | Immanuel Stark     | P&S Metalltechnik                  |  |
| 30-5                         | Tour de Bulgaria                                       | 2.2   | Immanuel Stark     | P&S Metalltechnik                  |  |

### Julio
| UCI Europe Tour 2021 - julio |                                            |       |                       |                                          |
| Fecha                        | Carrera                                    | Clase | Ganador               | Equipo                                   |
| ---------------------------- | ------------------------------------------ | ----- | --------------------- | ---------------------------------------- |
| 3-6                          | Tour de Sibiu                              | 2.1   | Giovanni Aleotti      | Bora-Hansgrohe                           |
| 3                            | Gran Premio Germenica                      | 1.2   | Christofer Jurado     | Panamá es Cultura y Valores              |
| 4                            | Gran Premio Kahramanmaraş                  | 1.2   | Jambaljamts Sainbayar | Terengganu                               |
| 4                            | Giro del Medio Brenta                      | 1.2   | Didier Merchán        | Colombia Tierra de Atletas-GW Bicicletas |
| 10                           | Gran Premio Erciyes                        | 1.2   | Alex Hoehn            | Wildlife Generation                      |
| 10                           | Visegrad 4 Kerekparverseny                 | 1.2   | Michal Schlegel       | Elkov-Kasper                             |
| 11                           | Gran Premio Kayseri                        | 1.2   | Anatoliy Budyak       | Spor Toto                                |
| 11                           | Visegrad 4 Bicycle Race-GP Slovakia        | 1.2   | Alan Banaszek         | HRE Mazowsze Serce Polski                |
| 14-17                        | Dookoła Mazowsza                           | 2.2   | Eirik Lunder          | Coop                                     |
| 14-18                        | Semana Ciclista Italiana                   | 2.1   | Diego Ulissi          | UAE Emirates                             |
| 16-18                        | Tour de Kosovo                             | 2.2   | Tristan Delacroix     | Sprinter Nice Métropole                  |
| 16-18                        | Trofeo Joaquim Agostinho                   | 2.2   | Frederico Figueiredo  | Efapel                                   |
| 16-18                        | Giro del Valle de Aosta                    | 2.2U  | Reuben Thompson       | Groupama-FDJ Continental                 |
| 17                           | Gran Premio Velo Erciyes                   | 1.2   | Azzedine Lagab        | Bandera de ?                             |
| 17                           | Visegrad 4 Bicycle Race-GP Czech Republic  | 1.2   | Adam Ťoupalík         | Elkov-Kasper                             |
| 18                           | Gran Premio de la Ville de Nogent-sur-Oise | 1.2   | Karl Patrick Lauk     | Immo Nicolas Roux                        |
| 18                           | Puchar Ministra Obrony Narodowej           | 1.2   | Louis Bendixen        | Coop                                     |
| 18                           | Gran Premio Develi                         | 1.2   | Mykhailo Kononenko    | Salcano Sakarya BB                       |
| 18                           | Visegrad 4 Bicycle Race-GP Poland          | 1.2   | Itamar Einhorn        | Selección de Israel                      |
| 21-25                        | Tour de Alsacia                            | 2.2   | José Félix Parra      | Kern Pharma                              |
| 25                           | Clásica de Ordizia                         | 1.1   | Luis León Sánchez     | Astana-Premier Tech                      |
| 25                           | Gran Premio de la Villa de Pérenchies      | 1.2   | Emiel Vermeulen       | Xelliss-Roubaix Lille Métropole          |
| 25                           | Gran Premio de Kranj                       | 1.2   | Riccardo Verza        | Zalf Euromobil Fior                      |
| 29                           | Vuelta a Castilla y León                   | 1.1   | Matis Louvel          | Arkéa Samsic                             |
| 29-31                        | Tour de l'Ain                              | 2.1   | Michael Storer        | DSM                                      |
| 30-2                         | Kreiz Breizh Elites                        | 2.2   | Nick van der Lijke    | Riwal                                    |
| 31                           | Flecha de Heist                            | 1.1   | Pascal Eenkhoorn      | Jumbo-Visma                              |

### Agosto
| UCI Europe Tour 2021 - agosto |                                          |       |                      |                                    |
| Fecha                         | Carrera                                  | Clase | Ganador              | Equipo                             |
| ----------------------------- | ---------------------------------------- | ----- | -------------------- | ---------------------------------- |
| 1                             | Circuito de Guecho                       | 1.1   | Giacomo Nizzolo      | Qhubeka NextHash                   |
| 4-7                           | Tour de Szeklerland                      | 2.2   | Alan Banaszek        | HRE Mazowsze Serce Polski          |
| 4-8                           | Tour de Saboya                           | 2.2   | Alexander Cepeda     | Androni Giocattoli-Sidermec        |
| 4-15                          | Vuelta a Portugal                        | 2.1   | Amaro Antunes        | W52-FC Porto                       |
| 5-8                           | Sazka Tour                               | 2.1   | Filippo Zana         | Bardiani-CSF-Faizanè               |
| 8                             | Gran Premio Sportivi di Poggiana         | 1.2U  | Riccardo Ciuccarelli | Biesse Arvedi                      |
| 15                            | Memoriał Henryka Łasaka                  | 1.2   | Michael Kukrle       | Elkov-Kasper                       |
| 15                            | Polynormande                             | 1.1   | Valentin Madouas     | Groupama-FDJ                       |
| 15                            | Gran Premio Jef Scherens                 | 1.1   | Niccolò Bonifazio    | Total Energies                     |
| 16                            | Gran Premio Capodarco                    | 1.2U  | Simone Raccani       | Zalf Euromobil Fior                |
| 17                            | Egmont Cycling Race                      | 1.1   | Danny van Poppel     | Intermarché-Wanty-Gobert Matériaux |
| 17-20                         | Tour de Limousin                         | 2.1   | Warren Barguil       | Arkéa Samsic                       |
| 20-22                         | Baltic Chain Tour                        | 2.2   | Laurence Pithie      | Groupama-FDJ Continental           |
| 20                            | Gran Premio Marcel Kint                  | 1.1   | Álvaro Hodeg         | Deceuninck-Quick Step              |
| 20-22                         | CCC Tour-Grody Piastowskie               | 2.2   | Maciej Paterski      | Voster ATS                         |
| 24-27                         | Tour Poitou-Charentes en Nueva Aquitania | 2.1   | Connor Swift         | Arkéa Samsic                       |
| 26                            | Druivenkoers Overijse                    | 1.1   | Remco Evenepoel      | Deceuninck-Quick Step              |
| 27-29                         | Tour del Pays de Montbéliard             | 2.2U  | Maurice Ballerstedt  | Jumbo-Visma Development            |
| 28                            | Himmerland Rundt                         | 1.2   | Mathias Larsen       | Restaurant Suri-Carl Ras           |
| 28                            | Adriatic Race                            | 1.2   | Nik Čemažar          | Bandera de ?                       |
| 29                            | Gran Premio del Somme                    | 1.2   | Tom Mazzone          | Saint Piran                        |
| 29                            | Skive-Løbet                              | 1.2   | Elmar Reinders       | Riwal                              |
| 29                            | Ronde van de Achterhoek                  | 1.2   | Casper van Uden      | Development DSM                    |
| 29-31                         | Carpathian Couriers Race                 | 2.2U  | Filip Maciejuk       | Selección de Polonia               |
| 31-5                          | Tour de Rumania                          | 2.1   | Jakub Kaczmarek      | HRE Mazowsze Serce Polski          |

### Septiembre
| UCI Europe Tour 2021 - septiembre |                                |       |                      |                                    |
| Fecha                             | Carrera                        | Clase | Ganador              | Equipo                             |
| --------------------------------- | ------------------------------ | ----- | -------------------- | ---------------------------------- |
| 2-4                               | Flanders Tomorrow Tour         | 2.2U  | Mick van Dijke       | Jumbo-Visma Development            |
| 3                                 | Clásica Grand Besançon Doubs   | 1.1   | Biniam Girmay        | Intermarché-Wanty-Gobert Matériaux |
| 3-5                               | Giro del Friuli Venezia Giulia | 2.2   | Jonas Rapp           | Hrinkow Advarics Cycleang          |
| 3-5                               | París-Arrás Tour               | 2.2   | Jason Tesson         | Saint Michel-Auber93               |
| 4                                 | Tour de Jura                   | 1.1   | Benoît Cosnefroy     | AG2R Citroën                       |
| 5                                 | Tour de Doubs                  | 1.1   | Dorian Godon         | AG2R Citroën                       |
| 9-12                              | Vuelta a Bohemia Meridional    | 2.2   | Arnaud De Lie        | Lotto Soudal U23                   |
| 9-12                              | Vuelta a Serbia                | 2.2   | Jean Goubert         | Sprinter Nice Métropole            |
| 12                                | Antwerp Port Epic              | 1.1   | Mathieu van der Poel | Alpecin-Fenix                      |
| 15                                | Giro de Toscana                | 1.1   | Michael Valgren      | EF Education-NIPPO                 |
| 15-19                             | Tour de Eslovaquia             | 2.1   | Peter Sagan          | Bora-Hansgrohe                     |
| 17                                | Campeonato de Flandes          | 1.1   | Jasper Philipsen     | Alpecin-Fenix                      |
| 18                                | Memorial Marco Pantani         | 1.1   | Sonny Colbrelli      | Bahrain Victorious                 |
| 18                                | Lieja-Bastoña-Lieja sub-23     | 1.2U  | Leo Hayter           | Development DSM                    |
| 18                                | Tour de Zuidenveld             | 1.2   | Elmar Reinders       | Riwal                              |
| 19                                | Gooikse Pijl                   | 1.1   | Fabio Jakobsen       | Deceuninck-Quick Step              |
| 19                                | Gran Premio de Isbergues       | 1.1   | Elia Viviani         | Cofidis, Solutions Crédits         |
| 19                                | Trofeo Matteotti               | 1.1   | Matteo Trentin       | UAE Emirates                       |
| 20-26                             | Tour de Bretaña                | 2.2   | Jean-Louis Le Ny     | WB-Fybolia Locminé                 |
| 23                                | Circuito de Houtland           | 1.1   | Taco van der Hoorn   | Intermarché-Wanty-Gobert Matériaux |
| 26                                | París-Chauny                   | 1.1   | Jasper Philipsen     | Alpecin-Fenix                      |
| 26                                | Dorpenomloop Rucphen           | 1.2   | Elias Van Breussegem | Tarteletto-Isorex                  |
| 28                                | Ruota d'Oro                    | 1.2U  | Andrea Piccolo       | Viris Vigevano                     |
| 28-1                              | Giro de Sicilia                | 2.1   | Vincenzo Nibali      | Trek-Segafredo                     |
| 28-3                              | CRO Race                       | 2.1   | Stephen Williams     | Bahrain Victorious                 |
| 29-3                              | Ronde d'Isard                  | 2.2U  | Gijs Leemreize       | Jumbo-Visma Development            |

### Octubre
| UCI Europe Tour 2021 - octubre |                             |       |                         |                                    |
| Fecha                          | Carrera                     | Clase | Ganador                 | Equipo                             |
| ------------------------------ | --------------------------- | ----- | ----------------------- | ---------------------------------- |
| 1                              | Route Adélie                | 1.1   | Arvid de Kleijn         | Rally                              |
| 2                              | Clásica de Loire-Atlantique | 1.1   | Alan Riou               | Arkéa Samsic                       |
| 2                              | Lillehammer GP              | 1.2   | Idar Andersen           | Uno-X                              |
| 3                              | Gylne Gutuer                | 1.2   | William Blume Levy      | ColoQuick                          |
| 3                              | Piccolo Giro de Lombardía   | 1.2U  | Paul Lapeira            | AG2R Citroën U23                   |
| 5                              | Binche-Chimay-Binche        | 1.1   | Danny van Poppel        | Intermarché-Wanty-Gobert Matériaux |
| 7                              | París-Bourges               | 1.1   | Jordi Meeus             | Bora-Hansgrohe                     |
| 7-10                           | Circuito de las Ardenas     | 2.2   | Lucas Eriksson          | Riwal                              |
| 9                              | Tour de Vendée              | 1.1   | Bram Welten             | Arkéa Samsic                       |
| 10                             | París-Tours sub-23          | 1.2U  | Jonas Iversby Hvideberg | Uno-X                              |
| 11                             | Coppa Agostoni              | 1.1   | Alexey Lutsenko         | Astana-Premier Tech                |
| 13                             | Giro del Veneto             | 1.1   | Xandro Meurisse         | Alpecin-Fenix                      |
| 16                             | Ster van Zwolle             | 1.2   | Coen Vermeltfoort       | VolkerWessels                      |
| 17                             | Clásica del Véneto          | 1.1   | Samuele Battistella     | Astana-Premier Tech                |
| 17                             | Chrono des Nations          | 1.1   | Stefan Küng             | Groupama-FDJ                       |
| 17                             | Chrono des Nations sub-23   | 1.2U  | Antoine Devanne         | Vendée U                           |
| 17                             | Boucles de l'Aulne          | 1.1   | Stan Dewulf             | AG2R Citroën                       |
| 17                             | Paris-Mantes Cycliste       | 1.2   | Maxime Jarnet           | Vélo Club Villefranche Beaujolais  |
| 24                             | Tour de Drenthe             | 1.1   | Rune Herregodts         | Sport Vlaanderen-Baloise           |

## Clasificaciones finales
- Nota: Las clasificaciones finales fueron:[4][5]

### Individual
| Posición | Corredor             | Equipo                | Puntos  |
| -------- | -------------------- | --------------------- | ------- |
| 1.º      | Tadej Pogačar        | UAE Emirates          | 5363    |
| 2.º      | Wout van Aert        | Jumbo-Visma           | 4382    |
| 3.º      | Primož Roglič        | Jumbo-Visma           | 3924    |
| 4.º      | Julian Alaphilippe   | Deceuninck-Quick Step | 3104,67 |
| 5.º      | Sonny Colbrelli      | Bahrain Victorious    | 2553    |
| 6.º      | Mathieu van der Poel | Alpecin-Fenix         | 2461    |
| 7.º      | Adam Yates           | INEOS Grenadiers      | 2251    |
| 8.º      | João Almeida         | Deceuninck-Quick Step | 2219    |
| 9.º      | Alejandro Valverde   | Movistar              | 1981    |
| 10.º     | Matej Mohorič        | Bahrain Victorious    | 1897    |

| Posiciones 11.º al 20.º | Posiciones 11.º al 20.º | Posiciones 11.º al 20.º | Posiciones 11.º al 20.º |
| ----------------------- | ----------------------- | ----------------------- | ----------------------- |
| 11.º                    | Remco Evenepoel         | Deceuninck-Quick Step   | 1799                    |
| 12.º                    | Jasper Philipsen        | Alpecin-Fenix           | 1777                    |
| 13.º                    | David Gaudu             | Groupama-FDJ            | 1773                    |
| 14.º                    | Jasper Stuyven          | Trek-Segafredo          | 1771                    |
| 15.º                    | Jonas Vingegaard        | Jumbo-Visma             | 1730                    |
| 16.º                    | Tim Merlier             | Alpecin-Fenix           | 1703                    |
| 17.º                    | Bauke Mollema           | Trek-Segafredo          | 1620,66                 |
| 18.º                    | Giacomo Nizzolo         | Qhubeka NextHash        | 1607                    |
| 19.º                    | Maximilian Schachmann   | Bora-Hansgrohe          | 1579                    |
| 20.º                    | Kasper Asgreen          | Deceuninck-Quick Step   | 1553                    |

### Equipos
| Posición | Equipo             | Puntos  |
| -------- | ------------------ | ------- |
| 1.º      | Alpecin-Fenix      | 8251    |
| 2.º      | Arkéa Samsic       | 5000    |
| 3.º      | TotalEnergies      | 3192    |
| 4.º      | Uno-X              | 2848,17 |
| 5.º      | B&B Hotels p/b KTM | 2726    |

### Países
| Posición | País        | Puntos   |
| -------- | ----------- | -------- |
| 1.º      | Bélgica     | 14349,33 |
| 2.°      | Eslovenia   | 11993    |
| 3.º      | Francia     | 11541,67 |
| 4.º      | Italia      | 10851    |
| 5.º      | Reino Unido | 9960,6   |

### Países sub-23
| Posición | País         | Puntos  |
| -------- | ------------ | ------- |
| 1.º      | Bélgica      | 4111,93 |
| 2.°      | Reino Unido  | 2528    |
| 3.º      | Italia       | 2407    |
| 4.º      | Países Bajos | 1712,17 |
| 5.º      | Noruega      | 1415,32 |

## Evolución de las clasificaciones
| Fecha            | Clasificación individual | Clasificación por equipos | Clasificación por países | Clasificación por países sub-23 |
| ---------------- | ------------------------ | ------------------------- | ------------------------ | ------------------------------- |
| 31 de enero      | Primož Roglič            |                           | Francia                  | Bélgica                         |
| 28 de febrero    | Primož Roglič            | Arkéa Samsic              | Francia                  | Bélgica                         |
| 31 de marzo      | Primož Roglič            | Alpecin-Fenix             | Eslovenia                | Bélgica                         |
| 30 de abril      | Primož Roglič            | Alpecin-Fenix             | Bélgica                  | Reino Unido                     |
| 31 de mayo       | Primož Roglič            | Alpecin-Fenix             | Francia                  | Bélgica                         |
| 30 de junio      | Primož Roglič            | Alpecin-Fenix             | Bélgica                  | Bélgica                         |
| 31 de julio      | Tadej Pogačar            | Alpecin-Fenix             | Bélgica                  | Bélgica                         |
| 31 de agosto     | Tadej Pogačar            | Alpecin-Fenix             | Bélgica                  | Bélgica                         |
| 30 de septiembre | Tadej Pogačar            | Alpecin-Fenix             | Bélgica                  | Bélgica                         |
| 31 de octubre    | Tadej Pogačar            | Alpecin-Fenix             | Bélgica                  | Bélgica                         |
| Final            | Tadej Pogačar            | Alpecin-Fenix             | Bélgica                  | Bélgica                         |